# Jasódhará
Jasódhará (páli: Jaszódhará, szanszkrit: Jasódhará, japán: 耶輸陀羅 "Yashodara") Gautama Sziddhártha, a buddhizmus alapítója, a történelmi Buddha felesége volt. Később ő is beállt buddhista apácának és elérte az arhat tudatszintet.

## Élete

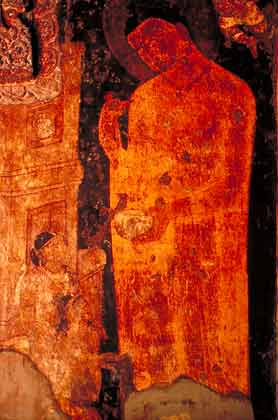
Buddha Jasódharával és Ráhulával (bal alsó sarok), Adzsanta.

Jasódhará Szuppabuddha király és Pamitá királyné lánya volt. Anyja a Buddha apjának, Suddhódana királynak a lánytestvére volt. Az indiai holdnaptár vaisaka hónapjának ugyanazon napján született, mint Sziddhártha herceg. Apja a kólija klánhoz, anyja a sakja klánhoz tartozott. A sakja és a kolja klánok az Ádiccsa, vagy Issváku klánhoz tartoztak a Szurjavansa nemzetségen belül. A birodalomban semmilyen más család nem volt rangjukhoz mérhető, ezért a két királyi család tagjai egymás között házasodtak.
Unokatestvéréhez, Sziddhártha herceghez adták feleségül 16 éves korában. 29 éves volt, amikor fiú gyermeket szült, aki a Ráhula nevet kapta. A csecsemő születésének napján a herceg elhagyta a palotát. Jasódharát elöntötte a kétségbeesés és a szomorúság. Miután megtudta, hogy férje szent életet folytat, ő is levetette ékszereit és egyszerű sárga leplet öltött és csak napi egyszer étkezett. Annak ellenére, hogy rokonai üzenetekben biztosították őt, hogy gondoskodnának róla, nem fogadta el ezeket az ajánlatokat. Több herceg is szerette volna megkérni újból a kezét, ám ezeket mind visszautasította. Férjének hat évig tartó távolléte alatt Jasódhará hercegnő figyelemmel kísérte férje cselekedeteit. Megvilágosodása után, amikor a Buddha ellátogatott Kapilavasztuba, Jasódhará nem ment el találkozni egykori férjével, csupán fiát Ráhulát küldte az apjához. Azt gondolta, hogy ha bármi erényt is szerzett, akkor a Buddha el fog jönni hozzá meglátogatni. A Buddha később el is jött hozzá, hogy kifejezze csodálatát Jasódhará áldozataiért és türelméért – nem csak ebben, hanem az előző életében is.
Azután később, hogy Ráhula szerzetesnek állt, Jasódhará is csatlakozott a buddhista apácákhoz és rövid időn belül elérte az arhatságot. Ő is tehát a Mahá Padzsápatí Gótamí által megalapított Bhikkhuni rend tagjává vált. 78 éves korában hunyt el, Buddha parinirvánája előtt két évvel.

## Legendák
Több legendában is Buddha felesége egy korábbi életében legelőször találkozik Sziddhárthával. Buddha egy fiatal brahmin volt (Szumedha), aki Paduma városban szeretett volna áldozatot bemutatni egy megvilágosodott Buddhának (Dipankara), ám a király már felvásárolta az összes virágot a városban. Megpillantott viszont egy lányt, akit Szumiddhának (vagy Bhadrának) hívtak. A lány kezében nyolc lótusz volt, amikor az ifjú bhrámin hozzá lépett. A lány azonnal felismerte benne egy jövőbeli buddha képét és öt lótuszt felajánlott neki. Cserébe azt kérte, hogy legyenek férj és feleség az összes azutáni létezésükkor.
A mahájána Lótusz-szútra 13. fejezetében, Jasódharának jósol Sakjamuni Buddha és Mahá Padzsápatí is.

## Nevei
A Jasódhará név szanszkrit jelentése a glória viselője – jaszasz "glória, ragyogás" és dhara "visel". További elnevezései: Jasódhará Theri, Bimbadevi, Bhaddakaccsáná és Rahulamata (Ráhula anyja). A páli kánonban a Jasódhará név nem szerepel – kétszer említik a Bhaddakaccsáná nevet.

## Teozófikus értelmezése
Subba Row teozófus állítása szerint a név a három misztikus erő kifejezését jelenti.